# Iálmeno
Iálmeno é um personagem da Mitologia Greco-Romana.

## História
Filho de Ares e Astiosquéia, filha de Áctor. Partilhou o trono de Orcômeno, na Beócia, com seu irmão Ascálafo. Lutou na Guerra de Troia, comandando uma frota de trinta navios. Após a vitória grega, estabeleceu-se no Ponto Euxino, onde fundou uma colônia de aqueus.